# Ardisia blepharodes
Ardisia blepharodes är en viveväxtart som beskrevs av Cyrus Longworth Lundell. Ardisia blepharodes ingår i släktet Ardisia och familjen viveväxter. Inga underarter finns listade i Catalogue of Life.